# Rim'K
Rim'K, pseudonimo di Abdelkarim Brahmi (Vitry-sur-Seine, 21 giugno 1978), è un rapper francese di origine algerina, membro dei 113.

## Biografia
Abdelkarim Brahmi nasce a Vitry-sur-Seine, nella periferia di Parigi, in una famiglia di origine algerina. Nel 1994 fonda, insieme agli amici Mokobé e AP, il gruppo hip hop 113, di cui è leader, oltre a unirsi al collettivo Mafia K'1 Fry. Il gruppo pubblica quattro album in studio e diversi altri progetti tra il 1998 e il 2010.

## Carriera solista
Il 22 marzo 2004 Rim'K pubblica L'enfant du pays, primo album da solista, che ottiene un buon successo commerciale. Nel 2006 esce Illégal radio, una compilation prodotta dal rapper che riunisce svariati artisti della scena francese, tra cui Sefyu, Le Rat Luciano, Médine, Tunisiano, Seth Gueko, Soprano, Oxmo Puccino, Kery James, Sinik e altri. Il 26 novembre 2007 è la volta del secondo album, Famille nombreuse, seguito due anni dopo da Maghreb United, progetto che punta ad unire l'hip hop francese e la musica popolare del Marocco, dell'Algeria e della Tunisia, grazie anche al contributo di una trentina di artisti ospiti.
Il suo terzo album, Chef de famille, viene reso disponibile l'11 giugno 2012, composto da 17 tracce tra cui una in collaborazione con Booba. Dopo alcuni anni di pausa, torna il 15 gennaio 2016 con il quarto album, dal titolo Monster Tape, in cui sperimenta nuovi stili più vicini alle tendenze del momento, collaborando con Nekfeu, Lacrim, Lartiste, Rich Homie Quan, AP, Amine e Alonzo. Il 3 marzo 2017 esce invece l'album Fantôme, caratterizzato da sonorità simili al precedente e arricchito dalla partecipazione di SCH, S.Pri Noir, Sadek e Lartiste.
La trilogia di album si completa con l'album Mutant, pubblicato il 21 settembre 2018, che celebra la capacità dell'artista di adattarsi alle evoluzioni musicali conservando il suo status di rapper di successo. Come i due progetti precedenti, anche Mutant viene accolto positivamente dal pubblico, tanto che il brano di punta del disco, Air Max in collaborazione con Ninho, viene certificato disco di diamante a meno di otto mesi dall'uscita. Nei due anni successivi il rapper pubblica due EP: il primo, Midnight, è caratterizzato da influenze trap e pop, e vede la partecipazione di Koba LaD, SCH, Dadju e Hamza. Il secondo, ADN, esce nel 2021, e raccoglie sette brani caratterizzati da un'ampia gamma di sonorità differenti, con collaborazioni con Hamza, Leto, PLK e Da Uzi.
Nel 2023 pubblica Hors-série, una compilation di diversi freestyle usciti su YouTube a partire dal 2013.

## Discografia

### Da solista

#### Album in studio
- 2004 – L'enfant du pays
- 2007 – Famille nombreuse
- 2012 – Chef de famille
- 2016 – Monster Tape
- 2017 – Fantôme
- 2018 – Mutant

#### Raccolte
- 2006 – Illégal radio
- 2009 – Maghreb United
- 2023 – Hors-série

#### EP
- 2020 – Midnight
- 2021 – ADN
- 2024 – Lifat Mat

### Con i 113
- 1999 – Les princes de la ville
- 2002 – 113 fout la merde
- 2005 – 113 degrés
- 2010 – Universel

### Con i Mafia K'1 Fry
- 2003 – La cerise sur le ghetto
- 2007 – Jusqu'à la mort